# کاندیانا
کاندیانا (به ایتالیایی: Candiana) یک کومونه در ایتالیا است که در استان پادووا واقع شده‌است.

## خصوصیات
کاندیانا ۲۲٫۲ کیلومترمربع مساحت و ۲٬۴۶۸ نفر جمعیت دارد.